# Liga de Fútbol del Neuquén
La Liga de Fútbol del Neuquén  (LIFUNE) es una de las Ligas Regionales, fundada un 23 de diciembre de 1979, perteneciente a  la provincia de Neuquén en Argentina. La sede de dicha liga se encuentra ubicada en la ciudad de Neuquén. La Liga de Fútbol del Neuquén está afiliada y participa en torneos de selecciones organizados por el Consejo Federal del Fútbol Argentino (CFFA), que es un órgano interno de la Asociación del Fútbol Argentino. Los clubes de la LIFUNE al depender de la liga misma se los considera indirectamente afiliados a la AFA. Actualmente participan 24 equipos de la Provincia de Neuquén, 12 en la Categoría A y 12 equipos en la Categoría B..

## Formato de Liga
La liga se separa en una Categoría A y en una Categoría B. Los dos últimos equipos ubicados en la tabla general de la Liga Oficial A (Categoría A) descienden a la Liga Oficial B (Categoría B). Por su parte, los dos mejores equipos de la tabla general de la Categoría B ascienden a la Liga Oficial A. La tabla general es la suma de los puntos obtenidos de todas las divisiones, primera, reserva, quinta, sexta, séptima, octava, novena y décima de cada equipo, tanto para la categoría A como para la B.
El Campeón de la Primera División de la Liga Oficial A se ganan un cupo a participar en el Torneo Regional Federal Amateur, que es la Cuarta categoría del fútbol argentino. Desde 2013 se disputa la Copa Neuquén, una competencia de eliminación directa a partido único.

## Equipos participantes 2024

### Categoría A
| Equipo                                           | Estadio                                      | Ciudad                  | Departamento |
| ------------------------------------------------ | -------------------------------------------- | ----------------------- | ------------ |
| Asociación Civil, Deportiva y Cultural Patagonia | Ciudad Deportiva                             | Neuquén                 | Confluencia  |
| Asociación Club Don Bosco                        | Estadio Club Don Bosco                       | Zapala                  | Zapala       |
| Asociación Deportiva Centenario                  | El Gigante del Bº Sarmiento                  | Centenario              | Confluencia  |
| Club Atlético Neuquén                            | General San Martín                           | Neuquén                 | Confluencia  |
| Club Atlético Maronese                           | Estadio Ciudad de Neuquén                    | Neuquén                 | Confluencia  |
| Club Atlético Pacífico                           | Sin nombre                                   | Neuquén                 | Confluencia  |
| Club Atlético San Patricio                       | Estadio Municipal de San Patricio del Chañar | San Patricio del Chañar | Añelo        |
| Club Deportivo Rincón                            | Gremio de los Petroleros                     | Rincón de los Sauces    | Pehuenches   |
| Club Social y Deportivo Alianza                  | Estadio Coloso del Ruca Quimey               | Cutral Có               | Confluencia  |
| Club Social y Deportivo Sapere                   | Sin nombre                                   | Neuquén                 | Confluencia  |
| Club Social y Deportivo Petrolero Argentino      | Estadio 30 de Septiembre                     | Plaza Huincul           | Confluencia  |
| Club Social y Deportivo San Lorenzo              | Estadio Don Pastor Gutiérrez                 | Neuquén                 | Confluencia  |

### Categoría B
| Equipo                                 | Estadio                          | Ciudad               | Departamento |
| -------------------------------------- | -------------------------------- | -------------------- | ------------ |
| Asociación Comunitaria Eucalipto       | Estadio del Limay                | Neuquén              | Confluencia  |
| Asociación Deportiva Añelo             | Polideportivo Municipal de Añelo | Añelo                | Añelo        |
| Club Atlético Villa Iris               | Sin nombre                       | Neuquén              | Confluencia  |
| Club Bicicrós                          | Estadio Municipal de Senillosa   | Senillosa            | Confluencia  |
| Club Atlético Independiente de Neuquén | La Chacra                        | Neuquén              | Confluencia  |
| Club Rivadavia                         | Sin nombre                       | Cutral Có            | Confluencia  |
| Club Social y Deportivo Confluencia    | Estadio José del Carmen Curilef  | Neuquén              | Confluencia  |
| Club Social y Deportivo Los Canales    | Camping Nepen Hue                | Plottier             | Confluencia  |
| Club Social y Deportivo Unión          | La Jaula                         | Zapala               | Zapala       |
| Club Unión Vecinal                     | Sin nombre                       | Neuquén              | Confluencia  |
| El Porvenir Fútbol Club                | Sin nombre                       | Plottier             | Confluencia  |
| Esperanza                              | Sin nombre                       | Rincón de los Sauces | Pehuenches   |

## Campeonatos

### Primera A
| Temporada | Torneo            | Campeón                                              | Subcampeón                                           |
| --------- | ----------------- | ---------------------------------------------------- | ---------------------------------------------------- |
| 1980      | Torneo Apertura   | Club Social y Deportivo Alianza (1)                  | Club Atlético Independiente (1)                      |
| 1980      | Torneo Oficial    | Club Social y Deportivo Alianza (2)                  | Club Social y Deportivo Unión (1)                    |
| 1981      | Torneo Oficial    | Club Atlético Independiente (1)                      | Club Social y Deportivo Alianza (1)                  |
| 1981      | Torneo Petit      | Club Social y Deportivo Alianza (3)                  | Club Social y Deportivo Unión (2)                    |
| 1982      | Torneo Oficial    | Club Social y Deportivo Alianza (4)                  | Club Atlético Independiente (2)                      |
| 1983      | Torneo Oficial    | Club Atlético Independiente (2)                      | Club Social y Deportivo Alianza (2)                  |
| 1983      | Torneo Clausura   | Club Social y Deportivo Alianza (5)                  | Club Social y Deportivo Unión (3)                    |
| 1984      | Torneo Oficial    | Club Social y Deportivo Alianza (6)                  | Círculo Policial Neuquino (1)                        |
| 1984      | Torneo Clausura   | Club Atlético Independiente (3)                      | Club Social y Deportivo Unión (4)                    |
| 1985      | Torneo Oficial    | Club Social y Deportivo Alianza (7)                  | Club Atlético Independiente (3)                      |
| 1986      | Torneo Oficial    | Club Social y Deportivo Alianza (8)                  | Club Atlético Independiente (4)                      |
| 1987      | Torneo Apertura   | Club Atlético Pacífico (1)                           | Club Atlético Independiente (5)                      |
| 1987      | Torneo Oficial    | Club Atlético Independiente (4)                      | Club Atlético Pacífico (1)                           |
| 1988      | Torneo Oficial    | Club Atlético Independiente (5)                      | Club Social y Deportivo Alianza (3)                  |
| 1988      | Torneo Clausura   | Club Atlético Independiente (6)                      | Asociación Deportiva Centenario (1)                  |
| 1989      | Torneo Provincial | Asociación Club Don Bosco (1)                        | Club Social y Deportivo Alianza (4)                  |
| 1989      | Torneo Oficial    | Asociación Deportiva Centenario (1)                  | Club Atlético Neuquén (1)                            |
| 1990      | Torneo Provincial | Club Centro Español (1)                              | Club Sociedad Estudiantil (1)                        |
| 1990      | Torneo Oficial    | Club Atlético Neuquén (1)                            | Asociación Deportiva Centenario (2)                  |
| 1991      | Torneo Provincial | Club Atlético Independiente (7)                      | Club Social y Deportivo Unión Piedra del Águila (1)  |
| 1991      | Torneo Oficial    | Asociación Deportiva Centenario (2)                  | Club Social y Deportivo Alianza (5)                  |
| 1992      | Torneo Oficial    | Club Atlético Independiente (8)                      | Club Plaza Huincul (1)                               |
| 1993      | Torneo Oficial    | Club Atlético Neuquén (2)                            | Club Don Bosco (1)                                   |
| 1993      | Torneo Clausura   | Club Social y Deportivo Alianza (9)                  | Club Atlético Independiente (6)                      |
| 1994      | Torneo Oficial    | Club Social y Deportivo Alianza (10)                 | Asociación Club Don Bosco (2)                        |
| 1995      | Torneo Oficial    | Club Centro Español (2)                              | Club Atlético Independiente (7)                      |
| 1996      | Torneo Apertura   | Club Atlético Independiente (9)                      | Club Centro Español (1)                              |
| 1996      | Torneo Clausura   | Club Atlético Independiente (10)                     | Asociación Deportiva Centenario (3)                  |
| 1997      | Torneo Apertura   | Club Atlético Independiente (11)                     | Club Social y Deportivo Alianza (6)                  |
| 1997      | Torneo Clausura   | Club Unión Vecinal (1)                               | Club Centro Español (2)                              |
| 1998      | Torneo Apertura   | Asociación Club Don Bosco (2)                        | Club Social y Deportivo Alianza (7)                  |
| 1998      | Torneo Clausura   | Club Social y Deportivo Alianza (11)                 | Club Atlético Pacífico (2)                           |
| 1999      | Torneo Apertura   | Club Social y Deportivo Alianza (12)                 | Club Atlético Independiente (8)                      |
| 1999      | Torneo Clausura   | Asociación Deportiva Centenario (3)                  | Club Atlético Neuquén (2)                            |
| 2000      | Torneo Apertura   | Petrolero Argentino (1)                              | Asociación Deportiva Centenario (4)                  |
| 2000      | Torneo Clausura   | Club Social y Deportivo Alianza (13)                 | Asociación Deportiva Centenario (5)                  |
| 2001      | Torneo Oficial    | Club Atlético Independiente (12)                     | Club Atlético Maronese (1)                           |
| 2002      | Torneo Apertura   | Asociación Deportiva Centenario (4)                  | Club Atlético Maronese (2)                           |
| 2002      | Torneo Clausura   | Club Atlético Neuquén (3)                            | Club Atlético Villa Iris (1)                         |
| 2003      | Torneo Apertura   | Club Atlético Villa Iris (1)                         | Club Atlético Independiente (9)                      |
| 2003      | Torneo Clausura   | Club Atlético Maronese (3)                           | Asociación Club Don Bosco (3)                        |
| 2004      | Torneo Apertura   | Asociación Deportiva Centenario (5)                  | Club Atlético Villa Iris (2)                         |
| 2004      | Torneo Clausura   | Club Social y Deportivo Los Canales (1)              | Petrolero Argentino (1)                              |
| 2005      | Torneo Oficial    | Club Atlético Independiente (13)                     | Club Social y Deportivo Petrolero Argentino (2)      |
| 2006      | Torneo Apertura   | Club Atlético Maronese (1)                           | Club Atlético Independiente (10)                     |
| 2006      | Torneo Clausura   | Club Social y Deportivo Petrolero Argentino (2)      | Club Bicicrós (1)                                    |
| 2007      | Torneo Apertura   | Club Social y Deportivo Sapere (1)                   | Club Social y Deportivo San Lorenzo (1)              |
| 2007      | Torneo Clausura   | Club Atlético Villa Iris (2)                         | Club Social y Deportivo Alianza (8)                  |
| 2008      | Torneo Apertura   | Club Atlético Maronese (2)                           | Asociación Civil, Deportiva y Cultural Patagonia (1) |
| 2008      | Torneo Clausura   | Club Social y Deportivo Petrolero Argentino (3)      | Club Atlético Villa Iris (3)                         |
| 2009      | Torneo Apertura   | Asociación Deportiva Centenario (6)                  | Club Atlético Maronese (4)                           |
| 2009      | Torneo Clausura   | Club Atlético Maronese (3)                           | Asociación Club Don Bosco (3)                        |
| 2010      | Torneo Apertura   | Asociación Civil, Deportiva y Cultural Patagonia (1) | Club Atlético Maronese (5)                           |
| 2010      | Torneo Clausura   | Club Atlético Maronese (4)                           | Club Social y Deportivo Alianza (9)                  |
| 2011      | Torneo Apertura   | Club Social y Deportivo Petrolero Argentino (4)      | Club Social y Deportivo Alianza (10)                 |
| 2011      | Torneo Clausura   | Club Social y Deportivo Alianza (14)                 | Club Atlético Independiente (11)                     |
| 2012      | Torneo Oficial    | Club Social y Deportivo Petrolero Argentino (5)      | Asociación Club Don Bosco (4)                        |
| 2013      | Torneo Oficial    | Asociación Deportiva Centenario (7)                  | Club Social y Deportivo Petrolero Argentino (3)      |
| 2013      | Copa Neuquén      | Club Deportivo Rincón (1)                            | Club Bicicrós (2)                                    |
| 2014      | Torneo Oficial    | Club Bicicross (1)                                   | Club Deportivo Rincón (1)                            |
| 2014      | Copa Neuquén      | Club Deportivo Rincón (2)                            | Club Social y Deportivo Alianza (11)                 |
| 2015      | Torneo Oficial    | Club Deportivo Rincón (3)                            | Asociación Deportiva Centenario (6)                  |
| 2015      | Copa Neuquén      | Club Deportivo Rincón (4)                            | Club Social y Deportivo Los Canales (1)              |
| 2016      | Torneo Oficial    | Club Deportivo Rincón (5)                            | Club Atlético Maronese (6)                           |
| 2016      | Copa Neuquén      | Club Atlético Pacífico (2)                           | Club Social y Deportivo Alianza (12)                 |
| 2017      | Torneo Oficial    | Club Deportivo Rincón (6)                            | Club Atlético Maronese (7)                           |
| 2017      | Copa Neuquén      | Asociación Deportiva Centenario (8)                  | Club Atlético Independiente (12)                     |
| 2018      | Torneo Oficial    | Asociación Club Don Bosco (4)                        | Club Social y Deportivo Alianza (13)                 |
| 2019      | Copa Neuquén      | Club Atlético Independiente (14)                     | Club Social y Deportivo Alianza (14)                 |
| 2020      | -                 | -                                                    | -                                                    |
| 2021      | Torneo Oficial    | Club Deportivo Rincón (8)                            | -                                                    |
| 2022      | Copa Neuquén      | Club Deportivo Rincón (9)                            | Club Atlético Maronese (8)                           |
| 2023      | Torneo Oficial    | Club Atlético Maronese (5)                           | -                                                    |

### Palmarés
| Equipo                                           | Campeón | Subcampeón |
| Club Social y Deportivo Alianza                  | 14      | 14         |
| Club Atlético Independiente                      | 14      | 13         |
| Club Deportivo Rincón                            | 9       | 1          |
| Asociación Deportiva Centenario                  | 8       | 6          |
| Club Atlético Maronese                           | 7       | 8          |
| Club Social y Deportivo Petrolero Argentino      | 5       | 4          |
| Asociación Club Don Bosco                        | 4       | 4          |
| Club Atlético Neuquén                            | 3       | 2          |
| Club Atlético Villa Iris                         | 2       | 3          |
| Club Atlético Pacífico                           | 2       | 2          |
| Club Centro Español                              | 2       | 2          |
| Club Bicicross                                   | 1       | 2          |
| Asociación Civil, Deportiva y Cultural Patagonia | 1       | 1          |
| Club Social y Deportivo Los Canales              | 1       | 1          |
| Club Social y Deportivo Sapere                   | 1       | 0          |
| Club Unión Vecinal                               | 1       | 0          |
| Club Social y Deportivo Unión                    | 0       | 4          |
| Círculo Policial Neuquino                        | 0       | 1          |
| Club Social y Deportivo Unión Piedra del Águila  | 0       | 1          |
| Club Sociedad Estudiantil                        | 0       | 1          |
| Club Plaza Huincul                               | 0       | 1          |
| Club Social y Deportivo San Lorenzo              | 0       | 1          |

### Títulos por localidad
| Ciudad               | Cantidad de títulos |
| Neuquén              | 28                  |
| Cutral Có            | 14                  |
| Rincón de los Sauces | 9                   |
| Centenario           | 8                   |
| Plaza Huincul        | 5                   |
| Zapala               | 10                  |
| Plottier             | 3                   |
| Senillosa            | 1                   |